# Богданович Андрій Якович
Андрі́й Я́кович Богдано́вич (нар. 16 березня 1985, м. Київ) — український громадський діяч, правозахисник, заступник голови Державної інспекції енергетичного нагляду України з питань цифрового розвитку, цифрових трансформацій і цифровізації (CDTO), співзасновник інтернет-проєкту «Крим — це Україна», голова громадської організації «Фундація.101», засновник проєкту «Каратєль», колишній заступник голови партії «Демократичний альянс», колишній заступник голови Державної екологічної інспекції України з питань цифрового розвитку, цифрових трансформацій і цифровізації, колишній заступник голови Херсонської обласної державної адміністрації, перший в Україні CDTO.

## Життєпис
Народився в сім'ї військовослужбовця.

### Освіта
У 2004 році закінчив Київський технікум інформаційних систем і технологій Київського національного економічного університету імені Вадима Гетьмана за спеціальністю конструювання, виробництво і технічне обслуговування виробів електронної техніки; диплом з відзнакою.
У 2008 році закінчив Київський національний економічний університет імені Вадима Гетьмана, напрям підготовки «Комп’ютерні науки», кваліфікація техніка-програміста.
У 2017 році закінчив Академію адвокатури України, ступінь вищої освіти магістр за спеціальністю «Правознавство».
У 2021 році закінчив Київський національний університет імені Тараса Шевченка, ступінь вищої освіти магістр за спеціальністю «Публічне управління та адміністрування».

### Професійна діяльність
2003–2004 роки — монтажник локальних обчислювальних мереж у ПП «Сотлайн».
2004 рік — інженер у ТОВ «Адамант».
2005 рік — співробітник технічної підтримки у АТЗТ «Інтер-Телеком».
2005–2007 роки — системний адміністратор у ТОВ «Спекл».
2005–2011 роки — підприємницька діяльність в IT-сфері.
2012–2014 роки — заступник голови політичної партії «Демократичний альянс».
2014–2015 роки — член Адміністративної комісії при КМДА.
2015 рік — консультував Міністерство інформаційної політики України щодо запуску інтернет-проєкту «Інформаційні війська України».
З 2014 року — голова громадської організації «Фундація.101».
2015 рік — випустив навчальний відеокурс «Міліція для «чайників».
2017 рік — заснував проєкт Всеукраїнська книга скарг «КАРАТЄЛЬ».
З 17 липня 2019 року по 28 січня 2020 року — радник голови Херсонської обласної державної адміністрації Юрія Гусєва.
З 29 січня 2020 року по 4 січня 2021 року — заступник голови Херсонської обласної державної адміністрації. Перший в Україні CDTO, призначений на обласному рівні.
З 2 квітня по 10 вересня 2021 року — керівник з цифрової трансформації (CDTO) Кримської платформи.
28 жовтня 2021 року призначений заступником голови Державної екологічної інспекції України з питань цифрового розвитку, цифрових трансформацій і цифровізації (CDTO). Фактично приступив до виконання обов'язків з 1 листопада 2021 року.
29 липня 2022 року призначений заступником голови Державної інспекції енергетичного нагляду України з питань цифрового розвитку, цифрових трансформацій і цифровізації (CDTO).  Фактично приступив до виконання обов'язків з 3 серпня 2022 року. 